# A História do Nordeste na Voz de Luiz Gonzaga
A História do Nordeste na voz de Luiz Gonzaga é o primeiro álbum de estúdio do cantor e compositor Luiz Gonzaga, lançado pelo selo RCA Victor em 1955. O disco reúne canções consideradas parte importante do cânone da música brasileira, como "Asa Branca", "Paraíba" e "O Xote das Meninas" e "Respeita Januário" e é considerado um marco na carreira de Gonzaga e da música nordestina. Em 2022, foi eleito um dos álbuns mais importantes da música brasileira.

## Faixas
| N.º | Título                   | Compositor(es)                      | Duração |  |
| 1.  | "Paraíba"                | Humberto Teixeira e Luiz Gonzaga    | 2:57    |  |
| 2.  | "Respeita Januário"      | Teixeira e Gonzaga                  | 2:31    |  |
| 3.  | "Saudades de Pernambuco" | Sebastião Rosendo e Salvador Miceli | 2:34    |  |
| 4.  | "O Xote das Meninas"     | Zé Dantas e Gonzaga                 | 2:30    |  |
| 5.  | "ABC do Sertão"          | Dantas e Gonzaga                    | 2:32    |  |
| 6.  | "Acauã"                  | Dantas                              | 2:55    |  |
| 7.  | "Algodão"                | Dantas e Gonzaga                    | 2:48    |  |
| 8.  | "Asa Branca"             | Teixeira e Gonzaga                  | 2:49    |  |